# Scoppieto
Scoppieto è una frazione del comune di Baschi (TR).

## Geografia fisica
Il paese è posto fra Civitella del Lago e Todi, su di un terrazzo fluviale alto 465 m s.l.m. antistante il lago di Corbara nella Valle del Tevere.
Scoppieto si raggiunge tramite la Strada Provinciale 90, girando per il bivio "Vocabolo Ortali", sito presso Civitella del Lago, e proseguendo per qualche centinaio di metri verso via delle Azalee.
L'aspetto del paese è quello di un vicus arroccato su di un colle.
Da Scoppieto si può ammirare un bel panorama sul lago di Corbara.

## Storia

### Gli scavi archeologici
Dal 1995 al 2013 l'Università degli Studi di Perugia ha condotto a Scoppieto su concessione del Ministero per i Beni Culturali e Ambientali sotto la direzione della prof.ssa Margherita Bergamini 17 campagne di scavo.

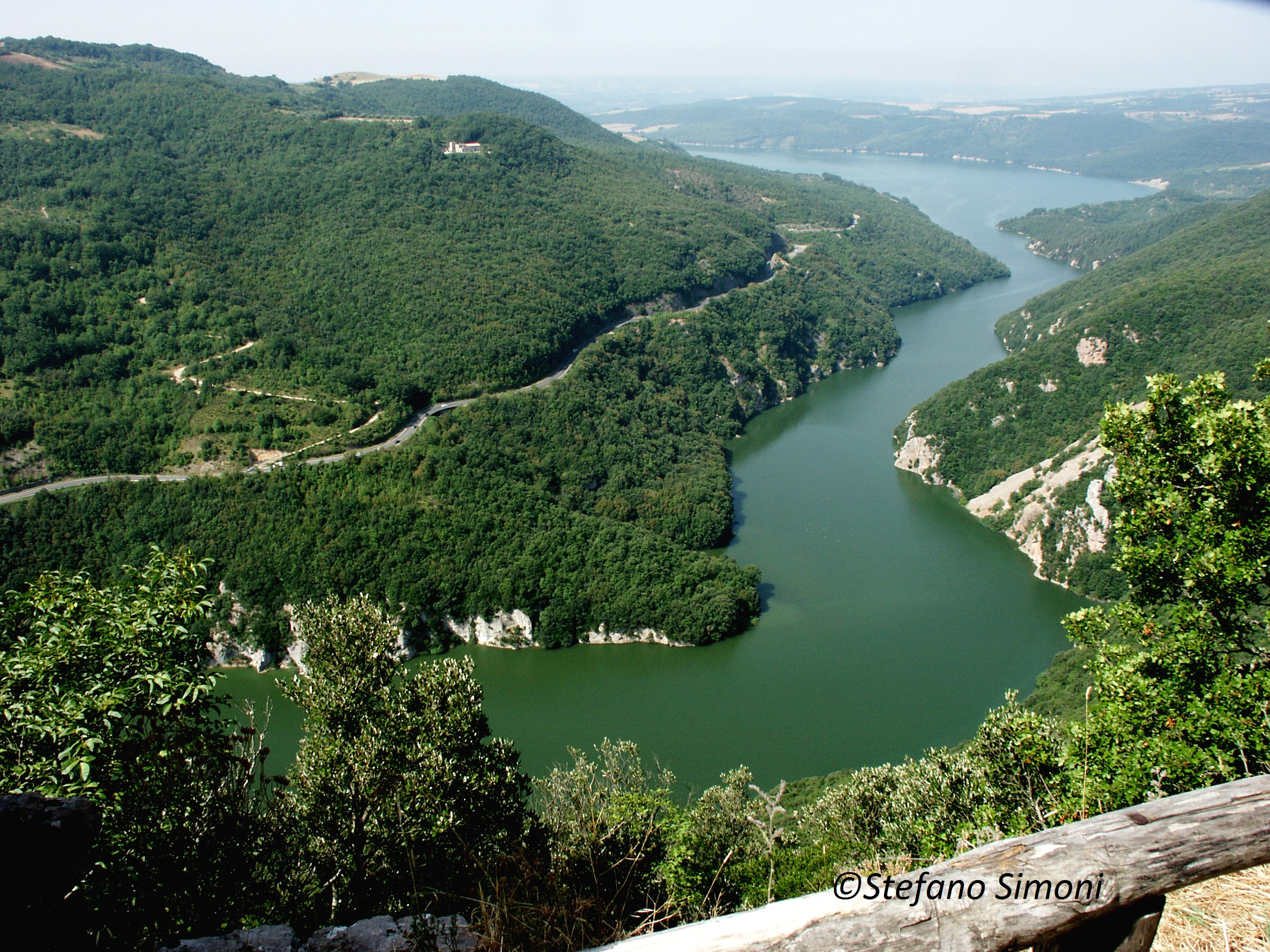
Il sito in rapporto al fiume Tevere

Il sito interessa un ampio pianoro sulla sommità di un'altura a circa 460 m s.l.m. in prima linea sul Tevere, ubicato sulla sponda sinistra del fiume, ora in comune di Baschi, all'interno della area protetta del "Parco Fluviale del Tevere", che in età romana rientrava nel territorio della Colonia Romana di Todi.
L'area archeologica oggi ha un'estensione di circa 2000 m².
La funzione del Tevere fu fondamentale in età romana ed è proprio alla vicinanza del fiume che il sito archeologico di Scoppieto deve la sua ragione d'essere.
Lo scavo ha evidenziato una continuità di frequentazione che va dal III secolo a.C. al IV e inizi del V secolo d.C. e rappresenta un caso emblematico della centralità della via fluviale nell'occupazione del territorio sia in età preromana sia in età romana.

La prima frequentazione del sito si colloca nel III secolo a.C. ed è una frequentazione cultuale motivata dalla presenza di un santuario italico dedicato alle divinità agresti, di cui è stata identificata la pianta (Periodo I); nel  II-I secolo a.C. il sito si trasforma in un'azienda agricola, con allevamento di bestiame (Periodo II).

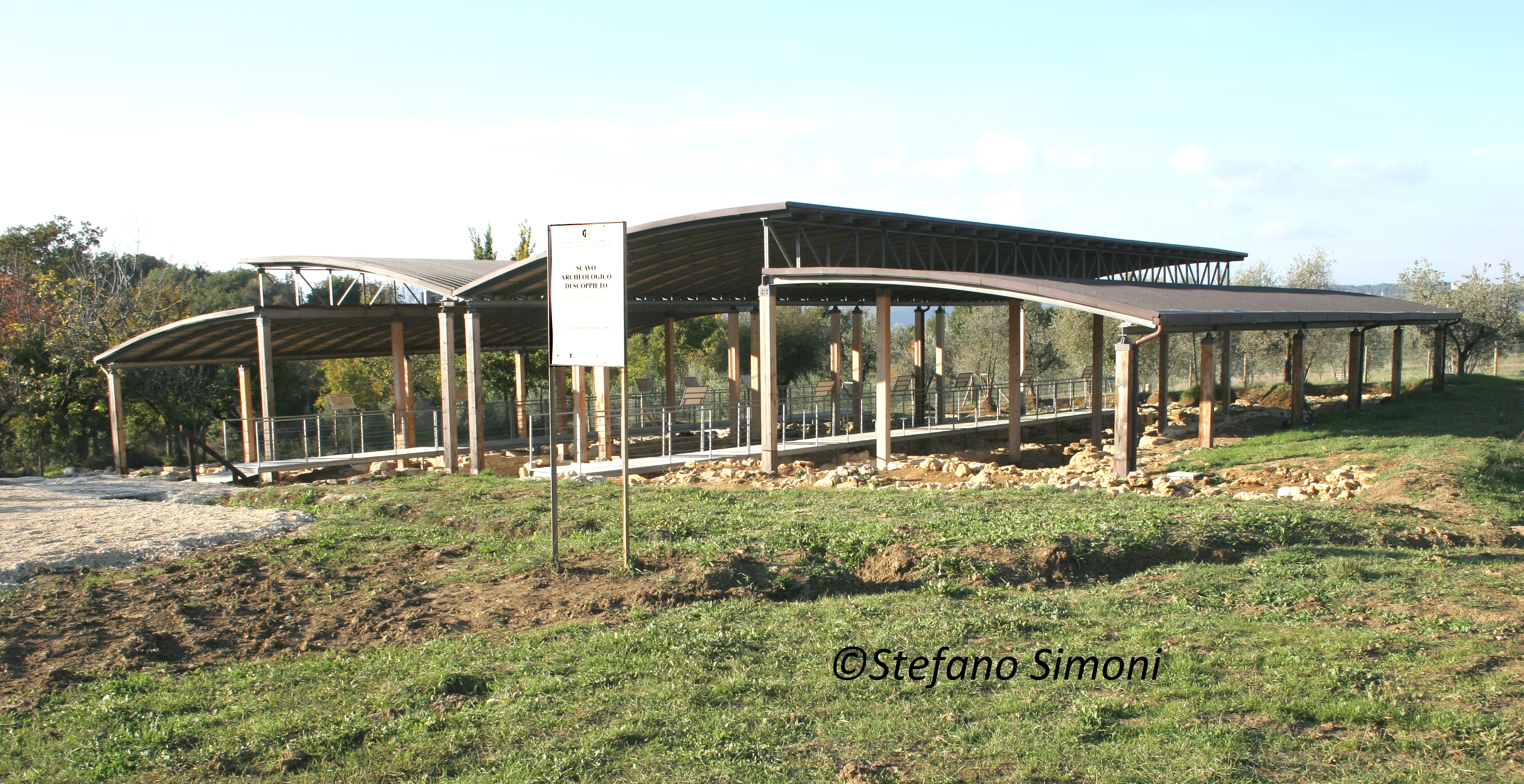
Area archeologica di Scoppieto

A essa fece seguito, nella prima età imperiale, una manifattura ceramica attiva dall'età di Augusto alla fine del I - inizi del II secolo d.C., dedita alla produzione di un particolare tipo di ceramica fine da mensa, la cosiddetta "terra sigillata" (Periodo III - età augusteo-traianea). Il suo nome deriva da sigillum, il punzone con cui si realizzavano le composizioni decorative delle matrici, che, attraverso l'impiego combinato della matrice e del tornio, permettevano la realizzazione in serie di vasi di colore rosso corallino decorati a rilievo, oggetto di un artigianato artistico nato ad Arezzo nella seconda metà del I secolo a.C.
Attraverso i ritrovamenti negli scavi archeologici, è possibile ricostruire la rete di distribuzione dei prodotti della manifattura, che grazie all'utilizzazione della via fluviale fu assai estesa.
Roma rappresentò il mercato maggiormente ricettivo, in cui sono attestati quasi tutti i produttori attivi a Scoppieto. Da Roma le merci proseguivano verso Ostia e da qui raggiungevano i principali centri delle provincie dislocate nel bacino del Mediterraneo, in Hispania e soprattutto in Africa, dove le attestazioni più numerose interessano la Mauretania, la Numidia, la Pronconsularis, la Cyrenaica, l'Egitto.
La manifattura di Scoppieto fu attiva dai primi anni del I secolo d.C. all’età di Traiano e in questo arco di tempo vi lavorarono oltre 90 artigiani che producevano tale vasellame firmandolo con il loro nome. La presenza dei marchi di fabbrica fornisce indicazioni di ordine storico economico mediante la distribuzione dei prodotti firmati che consentono la ricostruzione degli scambi commerciali.
Elevatissimo è il numero dei pezzi con bollo. I nomi che prevalgono sono quelli di due membri della gens Plotidia, L(ucius) Plo(tidius) Zos(imus) e L(ucius) Plo(tidius) Por(silius) i quali furono i fondatori della manifattura e i suoi gestori dall'inizio dell'attività fino all'età neroniana.
I dati stratigrafici dimostrano che il complesso ebbe un'attività intensa con il picco della produzione collocabile in età neroniana e flavia, ma è evidente anche il suo prolungamento fino all'età traianea.
Accanto ai servizi di piatti da tavola la manifattura di Scoppieto produceva una buona qualità di lucerne che mostrano un repertorio iconografico ricco e originale. Assai raffinate ed eleganti in particolare quelle del tipo “a volute”.
Lo sviluppo della produzione ceramica africana, di minor costo anche se di minor pregio, fece crollare la produzione della manifattura di Scoppieto. Dopo la fine dell’attività produttiva il sito continuò a essere abitato stabilmente con attività artigianale e agricola (Periodo IV: eta adrianea - meta III secolo d.C.) a cui fece seguito un periodo di abbandono temporaneo (Periodo V: seconda meta del III secolo d.C.) e quindi fu nuovamente rivitalizzato e abitato. Le nuove costruzioni evidenziano una frequentazione estesa a tutto il IV secolo, fino a metà V secolo d.C. (Periodo VI: inizi IV - meta V secolo d.C.). Assai interessanti sono le monete di III-IV e V secolo d.C. restituite dallo scavo, esposte nell'Antiquarium Comunale creato nel 2000 all'interno del palazzo Comunale.
Nei secoli VI-XVII il sito evidenzia una frequentazione sporadica (Periodo VII) e successivamente un'intensa attività agricola (Periodo VIII: secoli XIX-XX).
Dopo secoli di oblio, nel Medioevo, il pagus risulta nominato, in documenti riguardanti i dintorni di Baschi, come Scopletis, con oscuro significato del nome.
Il paese rimase una villa senza fortificazioni per tutto il Medioevo, anche se la posizione arroccata su un colle, con unica strada d'accesso e  innumerevoli strade a vicolo cieco, potrebbe far pensare a un castrum posto a difesa delle vicine Baschi e Civitella del Lago, dalle incursioni di Todi o da probabili invasori provenienti dalla Valle del Tevere.
In seguito risulta un tutt'uno col vicino castelletto di Ponticelli (allora contava solamente 15 abitanti), mentre Scoppieto ne contava 145 (nel XIII  secolo).
Nel 1330, l'abate di Scoppieto fu scomunicato con tutti i suoi seguaci, per aver partecipato a una spedizione contro la guelfa Orvieto.

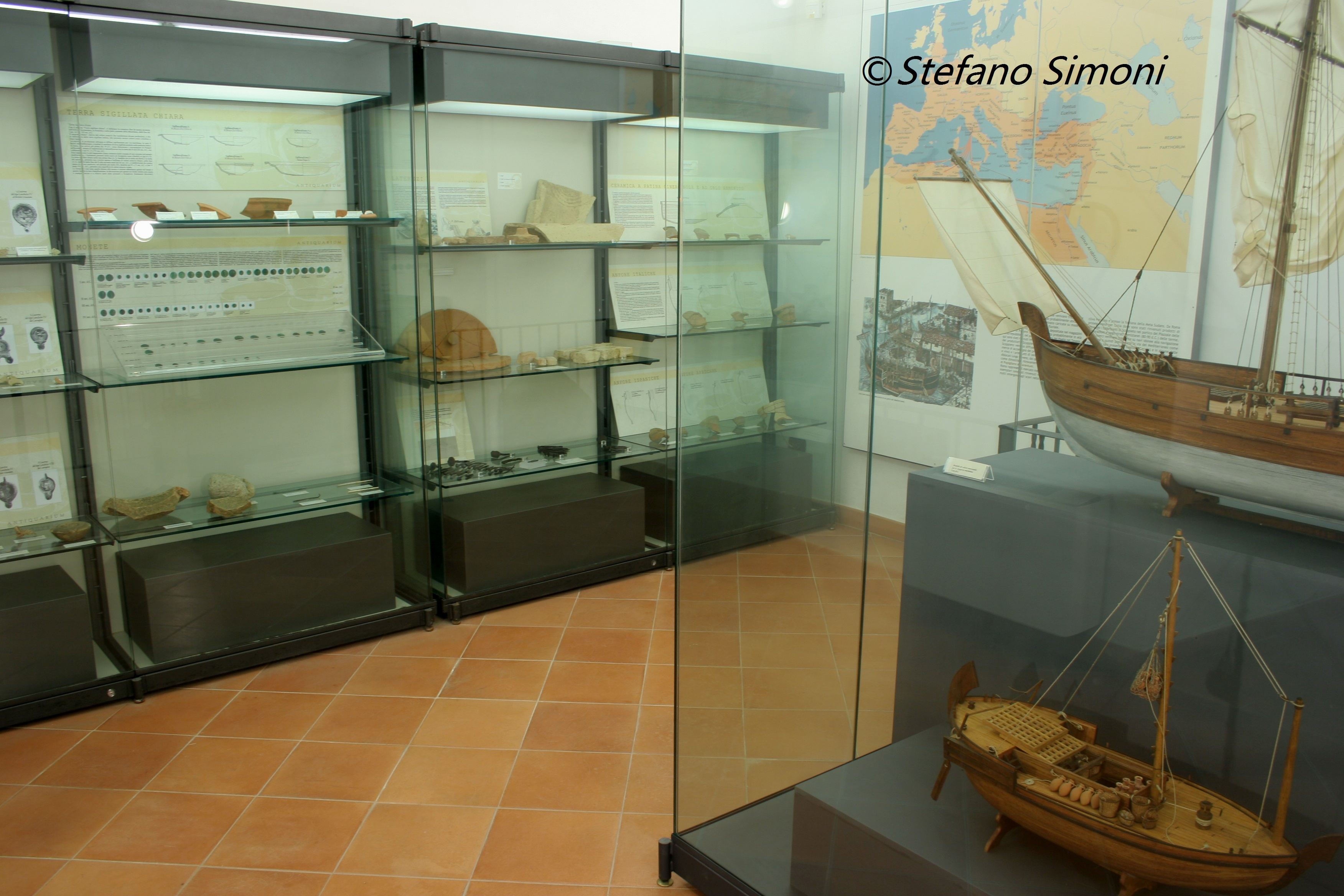
Antiquarium Comunale di Baschi

### L'AntiquariumComunale di Baschi
È stato inaugurato il 16 dicembre del 2000 all'interno del Palazzo Comunale di Baschi e rappresenta uno spazio espositivo permanente, in cui sono esposti i materiali più significativi rinvenuti nello scavo.
Il percorso è affiancato da una serie di pannelli didattici illustrativi e dai modelli di una fornace romana a doppia camera e di due navi, una di tipo fluviale e una mercantile, del tipo di quelle con cui le merci di Scoppieto raggiunsero le principali città del bacino del Mediterraneo.

## Monumenti e luoghi d'interesse
- Il centro storico;
- il belvedere;

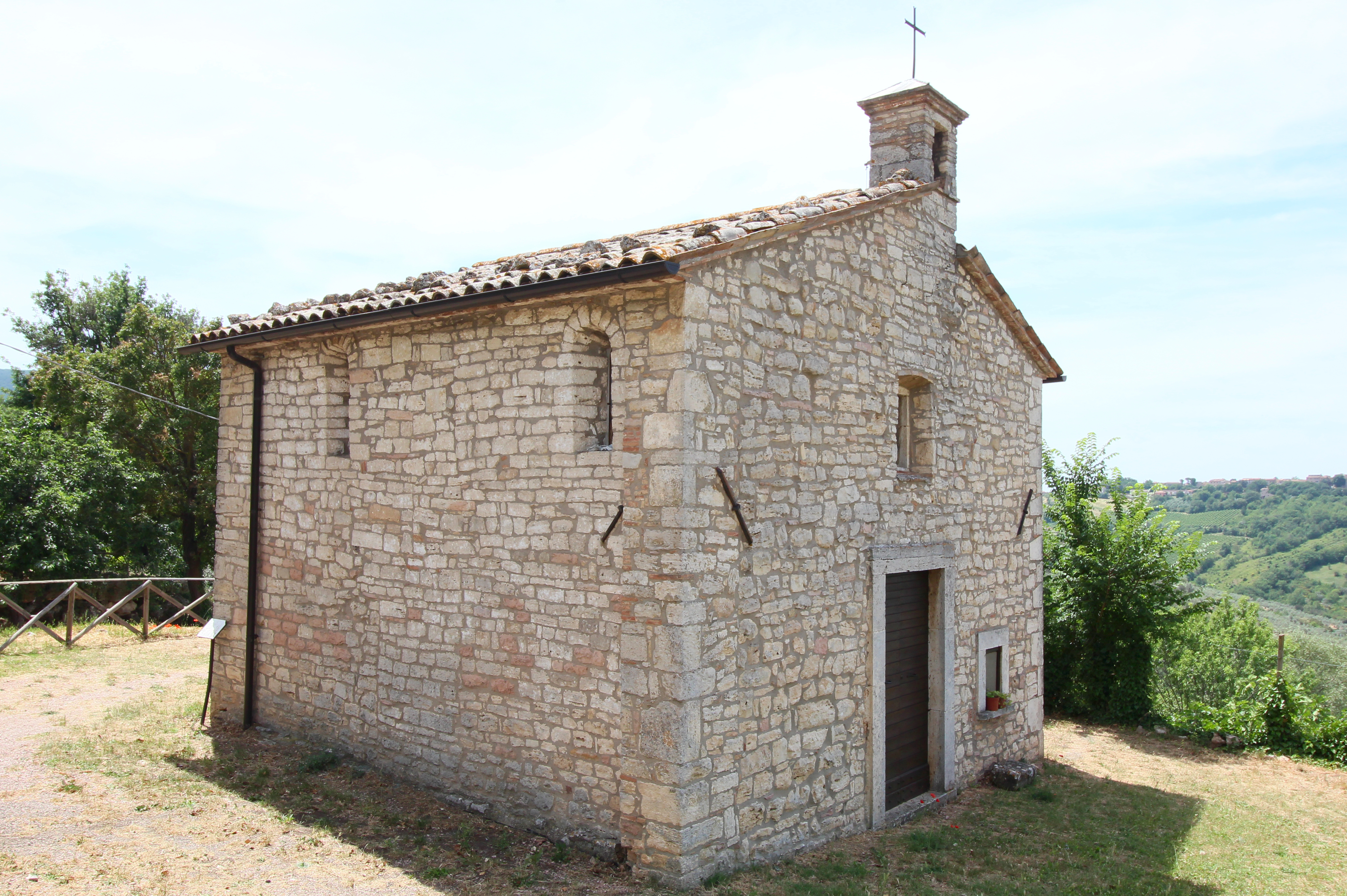
La chiesa di San Pietro

- la chiesa di San Pietro (XI secolo), all'interno vi sono degli affreschi absidali (XV secolo)
- il Parco fluviale del Tevere.

### Gli scavi archeologici
L’area archeologica, anch’essa dotata di passerelle e di  pannelli didattici è visitabile su prenotazione
Vedi Info e Prenotazioni
Associazione ACQUA

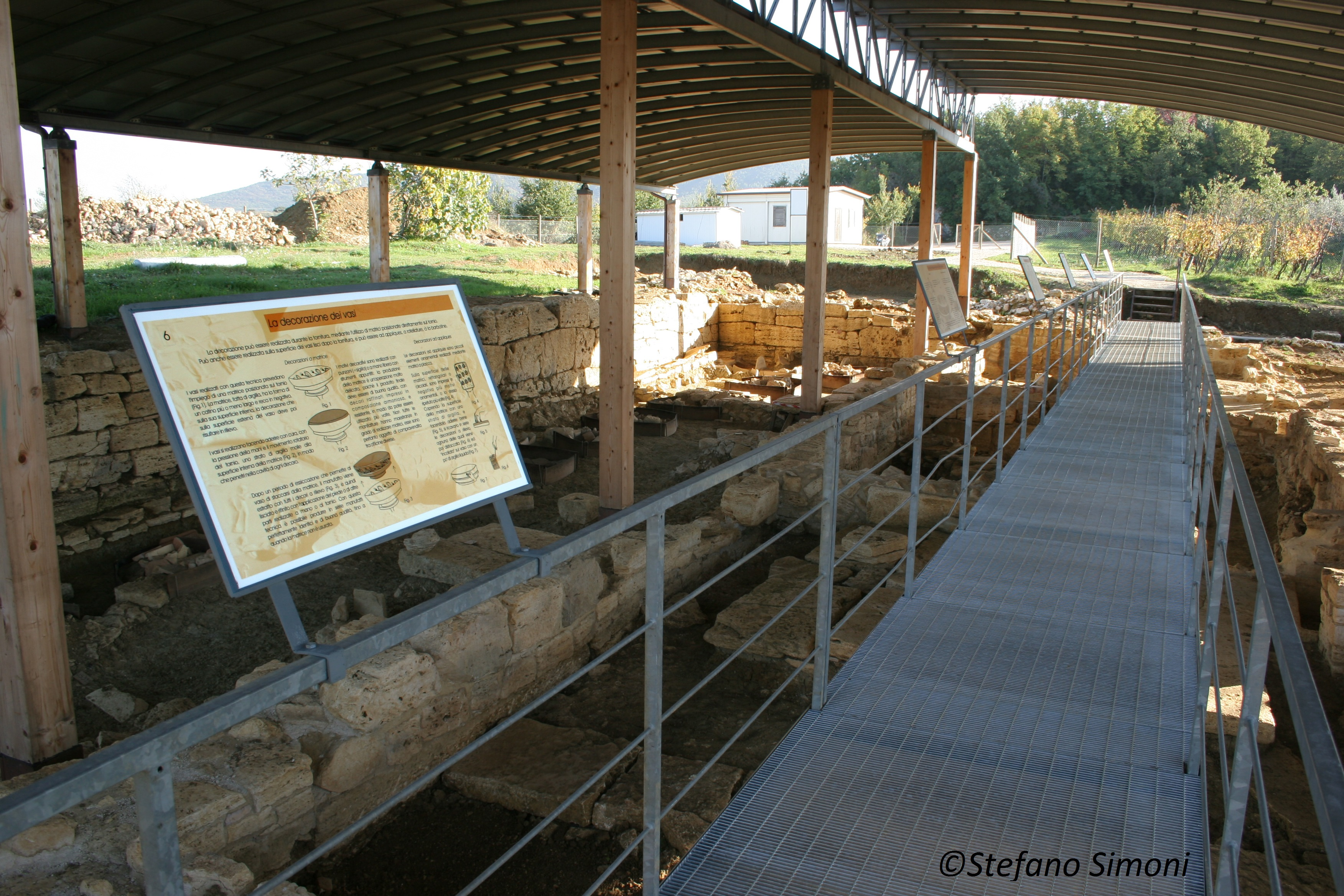
Lo scavo

Archeologi, guide turistiche, guide ambientali escursionistiche

## Economia
- Agricoltura;
- Agriturismo;
- Viticoltura, la zona circostante è zona di produzione del vino di Baschi;
- Turismo, presso gli scavi archeologici.